# Ойконім
Ойко́нім (грец. οἶκος (дім) + грец. ὄνομα (ім'я)) — вид топоніма, власна назва — назва будь-якого населеного пункту, від міста до окремого будинку, яку використовують для іменування населених пунктів — міст, селищ, сіл тощо. Ойконіми міського типу називають «астіонімами» (грец. ἄστυ — міський) або «полісонімами» (грец. πόλις — місто); сільського типу — «комонімами».
Ойконіми природно-географічного походження утворені від назв підвищень, низьких, відкритих, заболочених місць, географічних назв природних і штучних водних басейнів, рослинного світу.